# Самнер, Чарлз
Чарльз Са́мнер (англ. Charles Sumner; 6 января 1811 — 11 марта 1874) — американский юрист и государственный деятель, сенатор США от Массачусетса (1851—1874). До и во время гражданской войны в США считался ведущим американским сторонником отмены рабства. Самнер возглавлял сенатский комитет по международным отношениям с 1861 по 1871 год, пока не потерял эту должность из-за спора с президентом Улиссом С. Грантом по поводу попытки аннексии Санто-Доминго. После разрыва с Грантом он вступил в Либерально-республиканскую партию, проведя последние два года своей жизни в Сенате в отчуждении от своей партии. В течение многих лет после смерти Самнера его наследие было противоречивым и вызывало разногласия, но в последние десятилетия его историческая репутация улучшилась в знак признания его ранней поддержки расового равенства.
Самнер начинал свою политическую деятельность как член разнообразных антирабовладельческих групп и в конечном итоге был избран в Сенат США в 1851 году от партии Свободной земли, вскоре после чего он стал одним из основателей зарождающейся Республиканской партии. В качестве сенатора он боролся с тем, что называл «силой рабства» (англ. Slave Power, Slaveocracy). Кульминацией аболиционистской деятельности Самнера стало его жестокое избиение конгрессменом Престоном Бруксом в зале заседаний Сената в 1856 году за речь «Преступление против Канзаса», в которой Самнер высмеял родственника Брукса, сенатора от Южной Каролины Эндрю Батлера. Тяжелые травмы сенатора и последовавшее за инцидентом долгое отсутствие в Сенате сделали его символом движения борьбы с рабством. Хотя он не возвращался в Сенат до 1859 года, законодательный орган Массачусетса переизбрал его в 1857 году, оставив его стол пустым как напоминание об нападении, поляризовавшем США за несколько лет перед Гражданской войной.
Во время войны Самнер стал одним из лидеров фракции радикальных республиканцев, которая критиковала президента Авраама Линкольна за слишком умеренное отношение к Югу. Будучи председателем Комитета по международным отношениям, Самнер добивался того, чтобы Великобритания и Франция не вмешивались в дела Конфедеративных Штатов. После победы северных штатов и убийства Линкольна Самнер и Таддеуш Стивенс возглавили усилия Конгресса по предоставлению равных гражданских и избирательных прав вольноотпущенникам и отстранению бывших конфедератов от власти, для того чтобы помешать им свести на нет выгоды, полученные от победы Союза в войне. Упорное противодействие президента Эндрю Джонсона этим усилиям сыграло свою роль в его неудачном импичменте в 1868 году.
Во время правления Гранта Самнер оказался отчуждённым от собственной партии. Он поддержал покупку Аляски, но выступил против предложения Гранта аннексировать Санто-Доминго. После того, как в 1870 году сенаторы добились отмены договора о присоединении Санто-Доминго, Самнер, опасаясь, что президент не оставил намерений присоединить эти территории к США, осудил его в таких выражениях, что примирение стало невозможным, и вскоре республиканцы в Сенате лишили его власти. Самнер выступил против переизбрания Гранта в 1872 году и поддержал либерального республиканца Хораса Грили. Самнер умер на своем посту менее чем через два года.

## Биография
Сын бостонского юриста-аболициониста. Окончив в 1830 году Гарвардский колледж, а в 1834 году юридический факультет Гарвардского университета, Самнер работал адвокатом, редактором в юридическом журнале, репортёром в Окружном суде и преподавателем международного права.
В 1837—1840 годах путешествовал по Европе, изучив французский, испанский, немецкий и итальянский языки, а также слушая в Сорбонне и других университетах лекции не только по юриспруденции, но и по широчайшему кругу вопросов — от античной истории до геологии. Он также был очень рад встретить слушателей-мулатов, которые не подвергались дискриминации; Самнер поставил своей целью сделать действительно равными всех американцев, независимо от цвета их кожи.

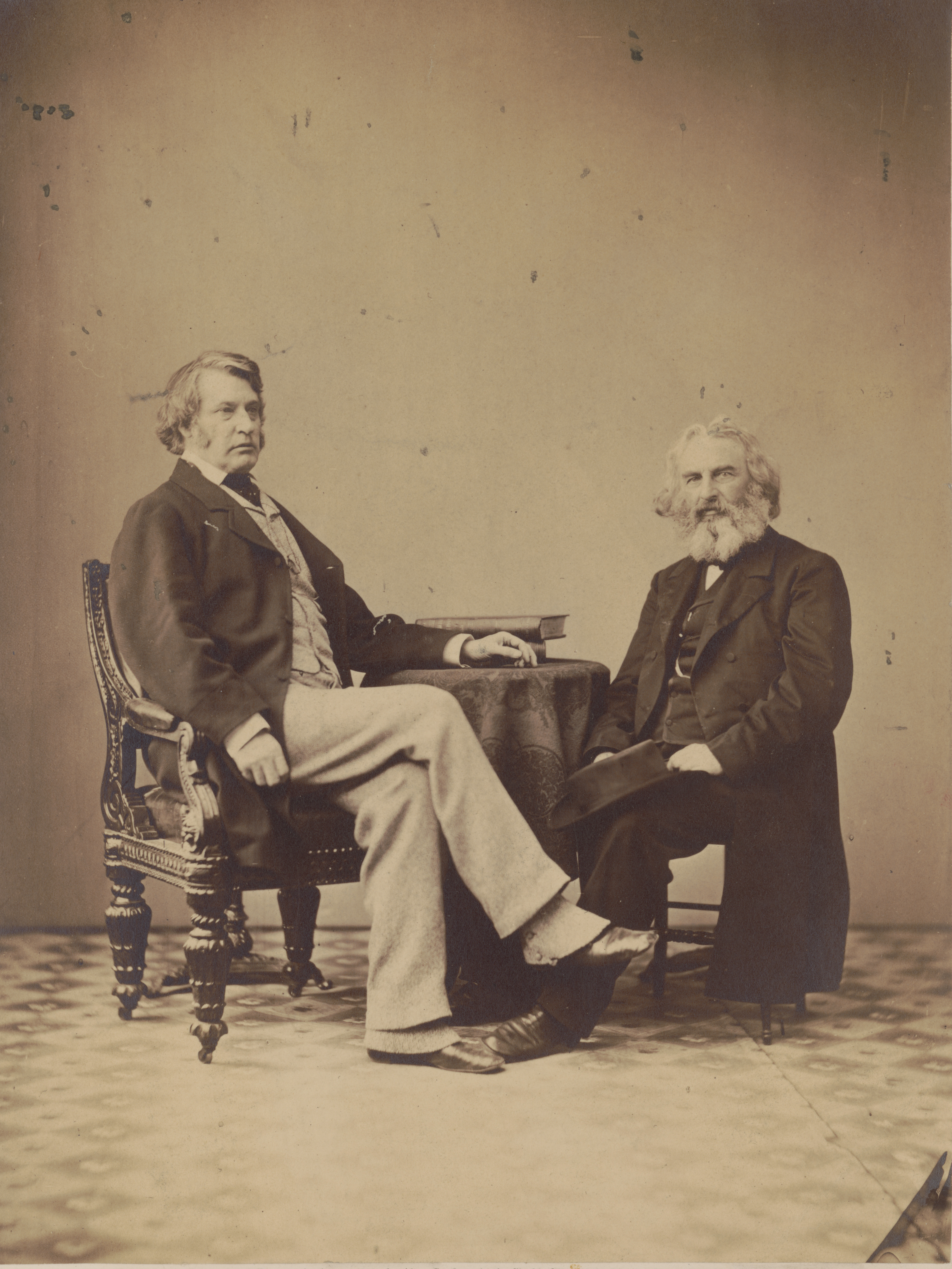
Чарльз Самнер с Генри Лонгфелло

Вернувшись в Бостон, Самнер сдружился с Генри Лонгфелло и был избран членом Американского общества антикваров.

### Политик-аболиционист
На политическую арену вышел своей речью против надвигавшейся войны с Мексикой, произнесённой на День независимости США в 1845 году — в ней Самнер пламенно осуждал экспансию и рабство и прославлял мир и свободу. Он стал активистом антирабовладельческого движения, выступал против сегрегации в школах, поддерживал усилия Хораса Манна по созданию государственной системы общедоступного образования и требовал тюремной реформы.
Его речи, литературно совершенные и пересыпанные изречениями античных авторов и библейскими цитатами, были так убедительны, что Самнер возглавил фракцию «Совесть» партии вигов в Массачусетсе, однако отклонил предложение выдвигаться от этой политической силы в Палату представителей, так как президентским кандидатом вигов стал рабовладелец Закари Тэйлор. Вместо этого, он участвовал в организации Партии свободной земли и баллотировался от неё, но выборы проиграл. Впрочем, после перехода Дэниела Уэбстера на работу в Государственный департамент в 1851 году его партия и нехотя присоединившиеся к ней демократы номинировали на освободившееся место в Сенате, избрав с перевесом в один голос.

### Нападение конгрессмена-рабовладельца

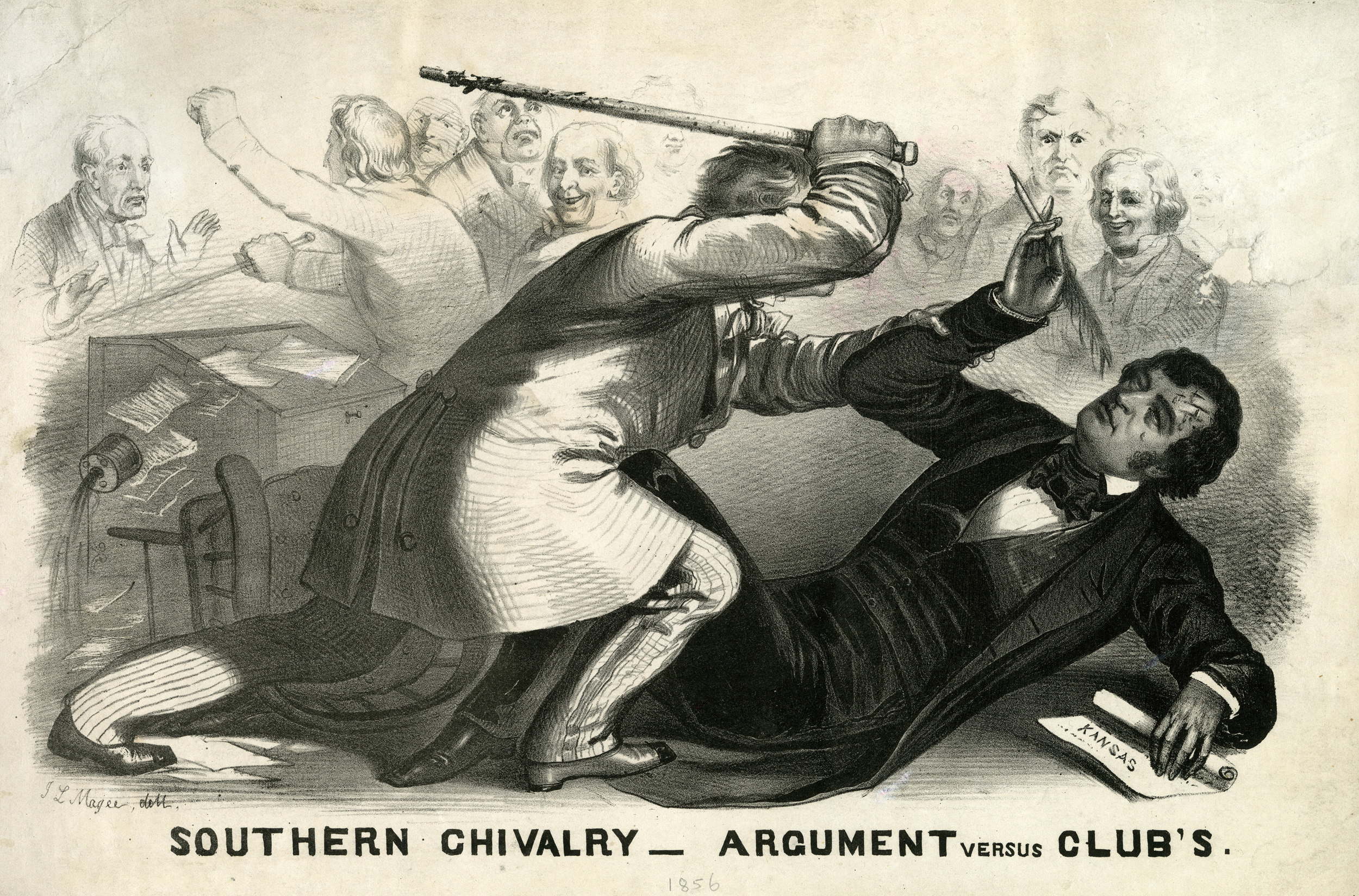
Литография с изображением нападения Брукса на Самнера

Во время гражданской войны в Канзасе Самнер боролся против билля Канзас-Небраска, не запрещавшего распространение рабства на свободные земли штата. 19-20 мая 1856 года он произнёс свою знаменитую речь «Преступление против Канзаса» с ядовитым обвинением рабовладельцев. В ответ представитель от штата Южная Каролина Престон Брукс напал на Самнера с тростью с золотым набалдашником, повалил его на пол сената и чуть не убил за то, что тот высмеивал его родственника, сенатора от Южной Каролины Эндрю Батлера как «сутенёра рабства». Это событие вызвало осуждение прогрессивной общественности — поэт Уильям Каллен Брайант и философ Ральф Уолдо Эмерсон осудил его как безусловно варварский акт; однако консервативные южане рукоплескали нападавшему и присылали ему новые трости, поощряя к дальнейшему насилию.

### Гражданская война
После трёх лет лечения от травмы головы и посттравматического стрессового расстройства Самнер вернулся в сенат, вскоре после чего началась война. Он стал главным представителем сената по иностранным делам и лидером радикальных республиканцев, которые стремились уничтожить рабство и радикально изменить Юг. С началом Гражданской войны Самнер с другими радикалами, Бенджамином Уэйдом и Закарией Чандлером, часто навещали президента Авраама Линкольна в Белом доме, где обсуждали восстание конфедератов и проблему рабства, отстаивая скорейшее освобождение рабов.

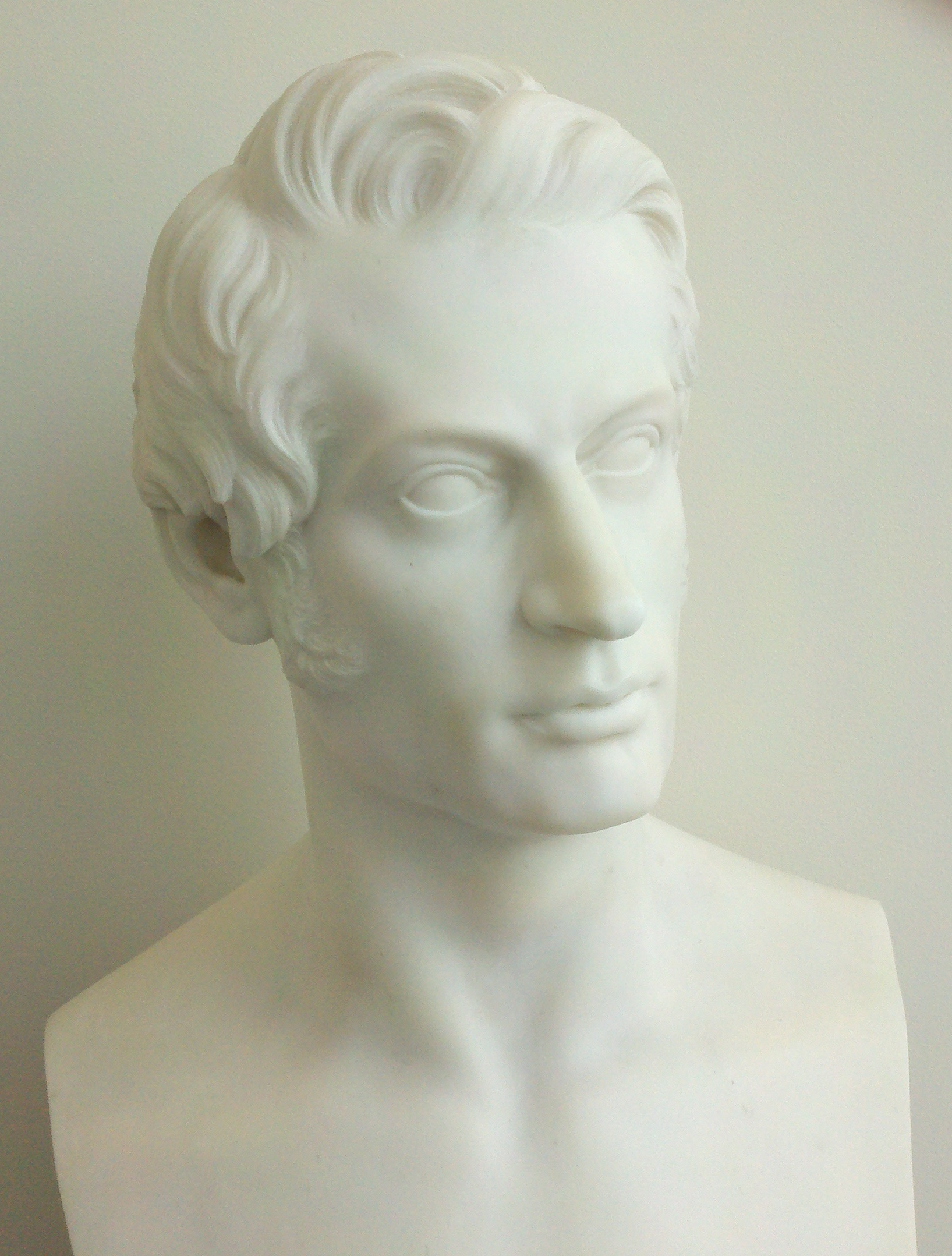
Бюст молодого Самнера, 1842 год

Непосредственно по своей профильной деятельности в комитете по международным отношениям он разрешил инцидент с судном Trent, не допустив более интенсивного вмешательства англичан в гражданскую войну на стороне Конфедерации. Кроме того, благодаря его усилиям США признали Гаити — республику, основанную восставшими рабами. В 1864 году Самнер представлял в Сенате 13-ю поправку к Конституции, запрещавшую рабство и принудительный труд. На следующий день после её принятия он же внёс для работы в Верховном суде США кандидатуру чёрного юриста и аболициониста Джона Рока.

### Радикальная Реконструкция
В качестве главного радикального лидера в сенате во время Реконструкции, в 1865—1871 годах, Самнер боролся за то, чтобы обеспечить равные гражданские и избирательные права для вольноотпущенников на том основании, что одним из основных принципов американского республиканизма было «согласие управляемых». Для этого надлежало не допускать бывших конфедератов до власти, чтобы они своими действиями не разрушили плоды победы Севера в Гражданской войне. Самнер объединил усилия с другим лидером левого крыла республиканских радикалов Тадеушем Стивенсом, чтобы победить в противостоянии с президентом Эндрю Джонсоном и провести через сенат радикальные взгляды на Реконструкцию Юга.

### Противостояние Гранту

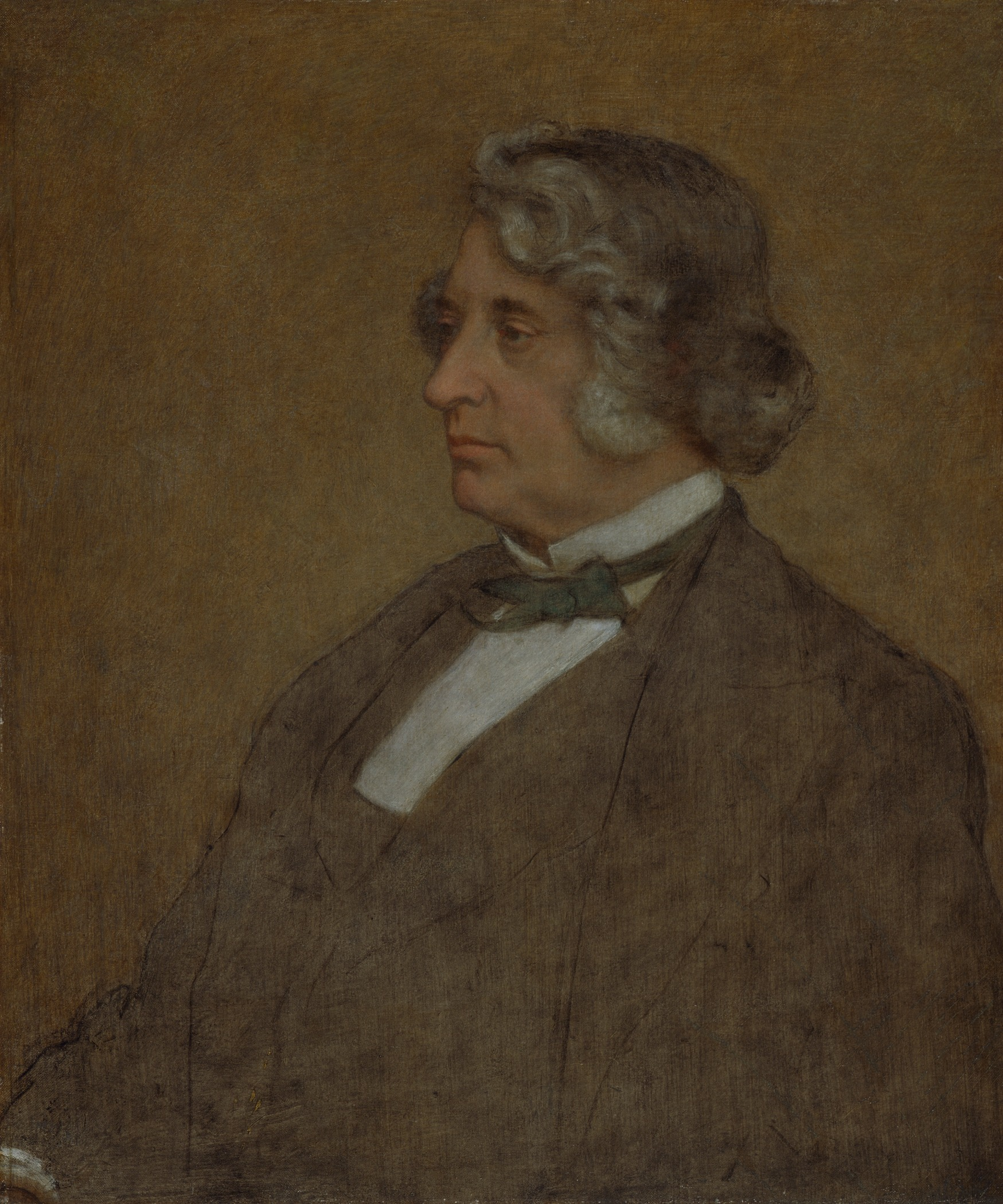
Портрет Самнера работы Уильяма Пейджа

Хотя Самнер возглавлял кампанию за покупку Аляски, он был резко против американской экспансии в Карибском бассейне, в частности, против аннексии Доминиканской Республики (Санто-Доминго), к которой президента Улисса Гранта подстрекало его окружение. В 1870 году Самнер высказался в сенате против проекта договора, и тот был отклонён. Это означало разрыв Самнера с Грантом, которого он ранее поддерживал. На следующий же день президент отозвал с поста посла в Великобритании друга Самнера — Джона Лотропа Мотли. А в марте 1871 года сторонники Гранта в сенате отняли у Самнера основу его власти — его председательство в комитете по международным отношениям, которое он занимал с 1861 года.
Самнер утверждал, что коррумпированный деспотизм Гранта и успех политики реконструкции требует для страны нового руководства. Он выступал против переизбрания Гранта в поддержку кандидата от либеральных республиканцев Хораса Грили в 1872 году и потерял власть внутри Республиканской партии. В том же году ему предложили выдвинуться на должность губернатора Массачусетса, но из-за подорванного здоровья он отказался. Менее чем через два года он умер в своем кабинете.